# 杜本
杜本（1276年—1350年），字伯原，号清碧，元朝清江（今江西省樟树市西）人。
杜本博学，精通天文、地理、律历、度数，工于篆书、隶书。学者称为清碧先生。善写文章，与吴澄、范德机等讲学。江浙行省丞相忽剌术得到他写的《救荒策》，推荐于元武宗，召至大都。未几，归隐武夷山中。元文宗即位，听说其名，以币征召，没有前去。元顺帝至正三年（1343年），右丞相脱脱以他为隐士而推荐，元顺帝遣使召为翰林待制、奉议大夫兼国史院编修官，走到杭州，称病固辞。为人湛静寡欲，笃于节义。著有《四经表义》《六书通编》《十原》《清江碧嶂集》等。